# Petrus Hendrikus Antonius van Wamel
Petrus Hendrikus Antonius van Wamel, beter bekend onder P.H.A. van Wamel (Cuijk en Sint Agatha, 20 januari 1857 - 's-Hertogenbosch 17 juni 1916) was een Nederlands waterbouwkundige. 
Hij was zoon van Anna Maria Elizabeth Rijsouw en schipper Johannes Andries van Wamel. Hijzelf was getrouwd met Maria Hubertina Petronella Moer, na haar overlijden hertrouwde hij met Hubertine Maria Scheefhals. Hij overleed in een treincoupé op weg van zijn werk in Nijmegen naar zijn huis in Den Bosch. Hij werd dood aangetroffen in de coupé, vermoedelijke doodsoorzaak een hartinfarct; hij werd 59 jaar. 
Hij studeerde, na de Hogereburgerschool te hebben afgerond, in 1880 af aan de Polytechnische School te Delft. Hij was tot zijn dood in 1916 in dienst van de provinciale Waterstaat van Noord-Brabant. 
In 1891 werd hij adjunct-ingenieur bij de provincie Noord-Brabant, zijn wedde werd dat jaar verhoogd met ƒ400 tot ƒ2000 per jaar.
Hij was een van de ingenieurs betrokken bij de verkenningen voor de Waterstaatskaart in de periode voor 1890. In 1893 was hij assistent bij Polytechnische school te Delft voor het vak Waterbouwkunde.
Hij was voorstander van de aanleg van een kanaal van Oss naar de Maas bij Lithoijen, Dit ten gunste van de industrie in Oss (Anton Jurgens' Margarinefabrieken). Daar was de margarinefabriek van Simon van den Bergh al naar Rotterdam vertrokken. Dit was deels vanwege diens slechte verhouding met Jurgens, maar ook vanwege de slechte verbindingen, vandaar dat de Provinciale Waterstaat (dus van Wamel) een plan moest maken om betere verbindingen te maken van de Maas naar Oss. In die tijd kwam behalve de margarine-industrie in Oss ook de vleessector tot bloei. De belangrijkste reden waarom het kanaal niet gerealiseerd kon worden was dat de industriëlen het niet eens konden worden over het tracé.
In 1894 werd hij bevorderd tot ingenieur.
In 1909 doet hij een onderzoek naar de methode van wegverhardingen en kom daarbij tot de conclusie dat het op dat moment economisch niet verantwoord is om over te stappen van de gebruikelijke paardenwals op stoom- of andere motorwals.
Hij probeerde het idee voor een kanaal in 1916 nieuw leven in te blazen, maar overleed dus plotseling. 